# لوك بلاك
لوك بلاك (بالصربية: Luke Black)‏ هو موسيقي وكاتب أغاني صربي، ولد في 18 مايو 1992 في تشاتشاك في صربيا.